# ドロシー・ブルックショー
ドロシー・ブルックショー（Dorothy Elizabeth Anne "Dot" Brookshaw 、1912年12月20日 - 1962年9月3日）は、カナダの陸上競技選手である。彼女は、1936年に開催されたベルリンオリンピックの女子4×100メートルリレー走で銅メダルを獲得した。

## 経歴
トロントの出身。ベルリンオリンピックの女子4×100メートルリレー走のメンバーとして、カナダ代表に選出された。
ミルドレッド・ドルソン（ジャネット・ドルソン）、ヒルダ・キャメロン、アイリーン・マーハーとチームを組み、第1走者を務めた。女子400メートルリレー走は8つの国の代表チームが出場し、8月8日（予選）、8月9日（決勝）の日程で実施された。カナダ代表チームは予選1組で48秒0の記録を出し、47秒1を出したアメリカ合衆国代表チームに続いて同組を2位で通過して決勝に挑むこととなった。
翌日の決勝では、前日に世界新記録を樹立して優勝候補に挙げられていたドイツ代表チームが第3走者とアンカー間でのバトンパスの失敗により、失格になるという波乱があった。カナダ代表チームは、アメリカ合衆国代表チーム、イギリス代表チームに続いて47秒8の記録で3位となり、銅メダルを獲得した。